# Mezőtúr–Túrkeve-vasútvonal
A Mezőtúr–Túrkeve-vasútvonal egy egyvágányú, nem villamosított vasúti mellékvonal volt Magyarországon, Jász-Nagykun-Szolnok vármegye területén.

## Fekvése
A vasútvonal végig a Hortobágy-Berettyó jobb partját követve Mezőtúr állomástól északkeleti irányba vezetett Túrkevére, ahol fejállomásként végződött. A vonal végig síkvidéki jellegű volt. Jelentősebb műtárgy nem létesült.

## Története
A vasútvonalat 1885. október 5-én adta át a forgalomnak a Mezőtúr–Túrkevei HÉV. A vonal kezelését a MÁV látta el szabványszerződés alapján. A síkvidéki jellegnek és a műtárgyak hiányának köszönhetően az egyik legolcsóbban megépített normál nyomtávolságú vonal volt Magyarországon. A vasútvonalhoz személyforgalmi épületek, három áruraktár, gabonaszín, egy mozdonyszín és öt vonali őrház tartozott. Ezek egy része ma is megvan.
A forgalom a vonalon az 1968-as közlekedéspolitikai koncepció alapján 1975. szeptember 1-jével szűnt meg. Később a pályát is elbontották.
A vonal kapcsolódott a 482-es keskenynyomtávú vasúthoz is Kuncsorba és Kisújszállás irányában.

## Emlékezete
A túrkevei vasútállomás épülete ma is áll, jelenleg magánépület.